# Дисульфид плутония
Дисульфид плутония — бинарное неорганическое соединение
плутония и серы
с формулой PuS2,
чёрные кристаллы,
не растворяется в воде.

## Получение
- Медленное нагревание стехиометрических количеств чистых веществ [2]:

{\displaystyle {\mathsf {Pu+2S\ {\xrightarrow {400-600^{o}C}}\ PuS_{2}}}}

## Физические свойства
Дисульфид плутония образует чёрные кристаллы
моноклинной сингонии,

параметры ячейки a = 0,7692 нм, b = 0,3981 нм, c = 0,7962 нм, Z = 4,
структура типа CeSe2
.
В некоторых работах  структура описывается как квазимоноклинная с β ≈ 90°.
Не растворяется в воде.